# Thereselia
Thereselia is een kevergeslacht uit de familie van de boktorren (Cerambycidae). De wetenschappelijke naam van het geslacht werd voor het eerst geldig gepubliceerd in 1944 door Pic.

## Soorten
Thereselia is monotypisch en omvat slechts de volgende soort:
- Thereselia modesta Pic, 1944